# Saga di Geralt di Rivia

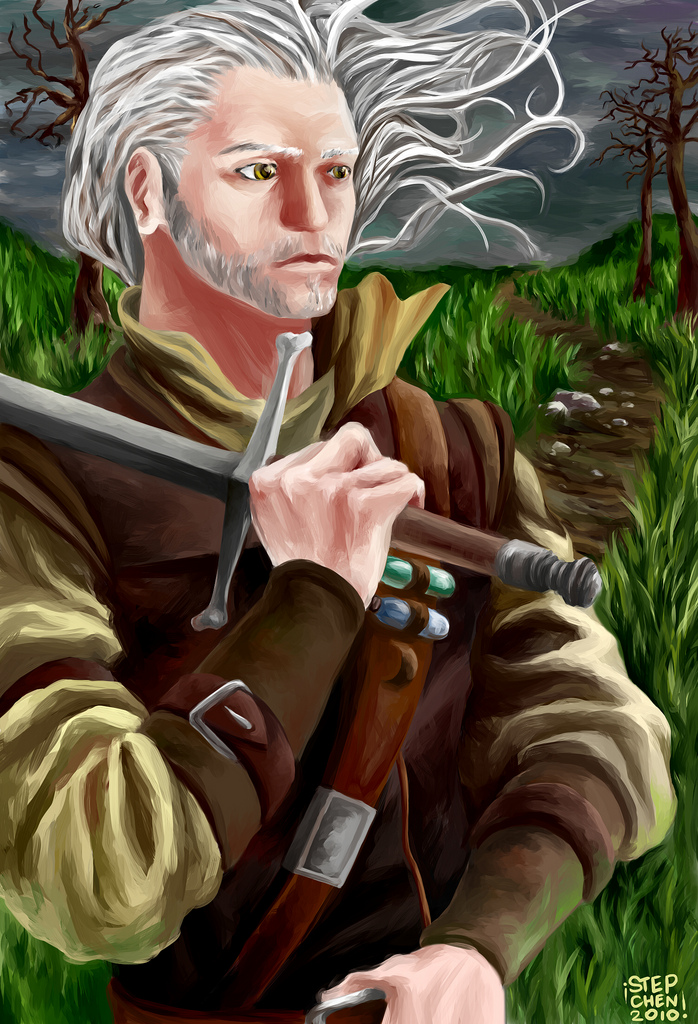
Rappresentazione grafica di Geralt di Rivia

La Saga di Geralt di Rivia (in lingua originale Saga o wiedźminie) è una serie di romanzi e racconti fantasy scritti dall'autore polacco Andrzej Sapkowski; le opere sono state tradotte in numerose lingue, tra cui italiano, inglese, francese, tedesco, spagnolo, portoghese, cinese, russo, ucraino e lituano.
La serie, composta da due raccolte di racconti e sette romanzi, narra le avventure di Geralt di Rivia, uno degli ultimi "strighi" della sua epoca, ovvero un umano modificato geneticamente attraverso la magia per cacciare mostri su commissione.
Dai libri sono stati tratti un film (The Hexer), tre serie televisive (The Hexer, The Witcher e The Witcher: Blood Origin), due film d'animazione (The Witcher: Nightmare of the Wolf e The Witcher: Le sirene degli abissi) e tre videogiochi (The Witcher, The Witcher 2: Assassins of Kings e The Witcher 3: Wild Hunt).

## Storia e concezione

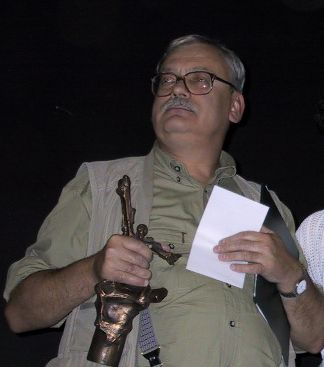
Andrzej Sapkowski, autore della Saga di Geralt di Rivia

Ispirato da celebri autori fantasy quali J. R. R. Tolkien, Ursula K. Le Guin, Roger Zelazny, Michael Moorcock, Jack Vance, Stephen R. Donaldson e Marion Zimmer Bradley ma anche dal noir di Raymond Chandler, l'allora trentasettenne Andrzej Sapkowski decide di partecipare a un concorso letterario indetto dalla celebre rivista fantascientifica polacca Fantastyka scrivendo, nell'inverno 1985, un racconto intitolato Wiedźmin (Lo strigo). Il racconto arriva alla terza posizione, ma ottiene comunque un congruo numero di consensi tra i lettori polacchi, tanto che Sapkowski decide di continuare a scrivere storie sullo strigo. Questi racconti brevi appaiono, di anno in anno, tra le pagine di Fantastyka, per poi essere inserite e pubblicate insieme nel 1990 nella raccolta Wiedźmin. Nello stesso anno l'autore firma un contratto con la casa editrice SuperNOWA, e delle storie brevi inedite appaiono nel volume La spada del destino, del 1992. L'anno successivo le cinque storie meno una di Wiedźmin vengono ripresentate insieme a tre racconti inediti, dei quali uno che faccia da cornice agli altri, in Il guardiano degli innocenti. A quel punto Sapkowski decide di scrivere una saga di cinque libri, che verranno scritti e pubblicati, dal 1994 al 1999, sempre da SuperNOWA. Nel 2013, a distanza di quattordici anni dalla fine della saga, viene pubblicato un sesto libro, ambientato tra le storie delle prime due raccolte. Nel 2024, esce il settimo libro, prequel della Saga, con Geralt appena diciottenne che affronta il suo primo mostro.

## Ambientazione

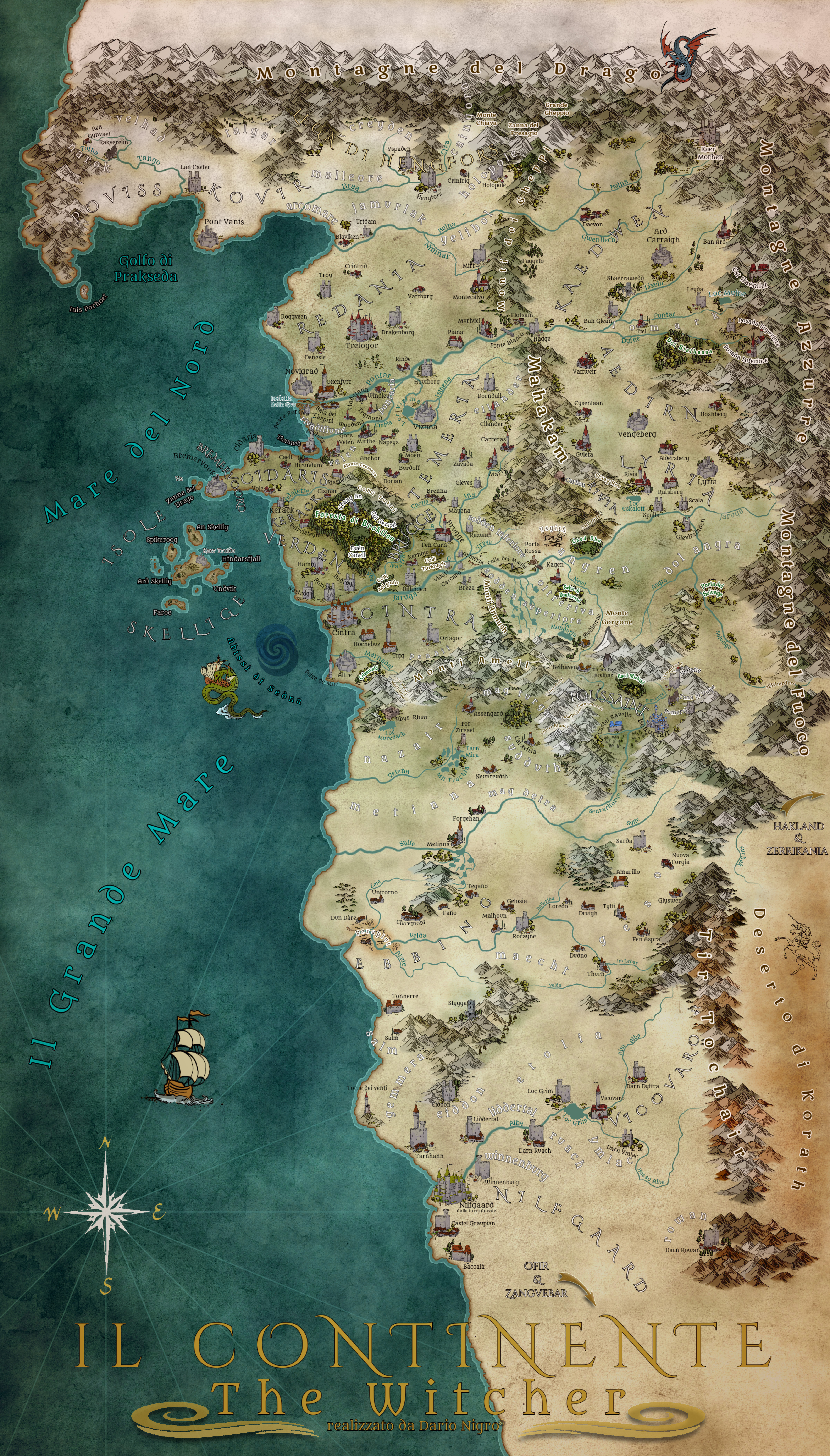
Mappa del continente della Saga di Geralt di Rivia

Le vicende della saga sono ambientate lungo la costa occidentale di un continente immaginario del quale non viene mai esplicitato il nome. Mentre i territori meridionali sono dominati dall'Impero di Nilfgaard, i territori settentrionali sono suddivisi in una moltitudine di regni e principati spesso in lotta tra di loro.
La popolazione dei regni è eterogenea in quanto agli umani si affiancano le cosiddette Razze Antiche, costituite da elfi, nani e gnomi. Un tempo esse erano le popolazioni autoctone del continente, ma quando gli umani sbarcarono lungo le coste furono via via cacciate dalle loro terre e costrette a decidere se vivere come cittadini di seconda classe tra gli umani o vivere di stenti nelle zone selvagge e nelle riserve.
Oltre agli umani e alle razze antiche, nel Continente alberga una grande varietà di creature e mostri più o meno aggressivi che, specie nella fase iniziale della colonizzazione, minacciavano le esistenze degli uomini. Al fine di proteggere i coloni, nacque un'organizzazione di guerrieri conosciuti in seguito come strighi; essi, grazie a particolari pratiche segrete che includevano l'utilizzo di speciali funghi, erbe mutagene e pozioni, divennero capaci di affrontare alla pari i mostri che infestavano il mondo. Secoli dopo, i mostri divennero rari e più schivi e il lavoro per gli strighi cominciò a scarseggiare, segnando il tramonto dell'ordine.

## Trama

### Racconti brevi
Nei racconti poi raccolti in parte nell'antologia dalla tiratura limitata Wiedźmin e nelle raccolte La spada del destino e Il guardiano degli innocenti viene introdotto il mondo in cui lo strigo Geralt viaggia costantemente in cerca di contratti per l'uccisione di mostri, e il suo modo neutrale ma comunque scrupoloso di vedere i problemi che le persone gli chiedono di risolvere, proposte che non sempre accetta per via di un suo personale "codice" che vede l'eliminazione di soli mostri che mettano davvero a repentaglio la vita delle persone, con l'esclusione di creature senzienti o in via d'estinzione, come i draghi. In alcune delle vicende narrate vengono gettate le basi per lo sviluppo della storia che vedrà affidata a Geralt la piccola Ciri (ne La spada del destino) e vengono introdotte le figure dei personaggi Yennefer e Ranuncolo (più approfonditamente in Il guardiano degli innocenti).

### Primi quattro romanzi
Nel romanzo Il sangue degli elfi Geralt cresce e alleva Ciri come una striga con l'aiuto del maestro Vesemir e dei suoi compagni strighi alla fortezza di Kaer Morhen, per poi affidarla prima a Triss Merigold e successivamente a Yennefer per insegnarle a controllare i poteri magici in lei latenti. In Il tempo della guerra, a seguito della rottura del Consiglio dei Maghi causato dal tradimento degli incantatori in combutta con Nilfgaard, capitanati dal follemente ambizioso Vilgefortz, e alla conseguente battaglia sull'isola di Thanedd, Geralt viene ferito gravemente e vengono perse le tracce di Ciri e Yennefer. Dopo essersi ripreso dalle ferite, in Il battesimo del fuoco lo strigo parte alla ricerca della ragazzina, che si dice essere caduta nelle mani dell'imperatore di Nilfgaard, Emhyr var Emreis, che intende sposarla per motivi politici e strategici. Ella è in realtà entrata a far parte di un gruppo di ladri chiamati i Ratti, e risulterà l'unica sopravvissuta dopo il massacro dei suoi compagni da parte del cacciatore di teste Bonhart in La Torre della Rondine. Intanto, Yennefer viene fatta prigioniera da Vilgefortz, e Geralt e la sua compagnia formata dal poeta Ranuncolo, l'arciera Milva, il vampiro Regis, il nilfgaardiano rinnegato Cahir e la criminale Angoulême affrontano varie peripezie nel tentativo di lasciare i regni del nord e dirigersi nelle terre di Nilfgaard, dove sperano di trovare Ciri e salvarla qualunque sia la situazione in cui la ragazza si trova. Ella è intanto giunta nel regno degli elfi Aen Elle (il popolo degli Ontani, i primissimi elfi esistenti sin da prima della comparsa dell'uomo) attraverso la Torre della Rondine, che ha raggiunto nella sua fuga da Bonhart e gli agenti di Emhyr var Emreis e Vilgefortz, capeggiati da Stefan "Allocco" Skellen.

### La Signora del Lago
Nell'ultimo romanzo La Signora del Lago, durante una pausa per l'inverno alla corte della duchessa Anna Henrietta, amante di Ranuncolo, Geralt viene a sapere della situazione di Yennefer e il luogo preciso dove è tenuta prigioniera, e insieme alla sua compagnia (Ranuncolo escluso) parte alla volta del castello di Vilgefortz.
Intanto gli antichi elfi, attraverso il saggio Avallac'h, minacciano di trattenere Ciri nel loro mondo per sempre a meno che non generi un figlio dal loro re. Riesce a fuggire grazie ai suoi poteri, che le permettono di viaggiare attraverso lo spaziotempo, e riesce a recarsi al castello dove Vilgefortz si è rifugiato insieme a Bonhart e Allocco. Viene raggiunta dalla compagnia di Geralt, e dopo una violenta e lunga battaglia Geralt, Yennefer e Ciri risultano gli unici sopravvissuti, oltre ad Allocco e ad alcuni suoi mercenari che però vengono catturati da Emhyr var Emreis in persona per essere giustiziati. L'imperatore si rivela essere Duny, il padre biologico di Ciri, e impone a Geralt di cedergliela. Egli suo malgrado acconsente, ma proprio mentre Ciri sta per essere portata via, scoppia in lacrime. Emhyr viene impietosito dalla vista della ragazza in lacrime, e capito il forte legame che la lega a Geralt, la abbraccia un'ultima volta e la affida definitivamente allo strigo.
Ciri rimane con Yennefer e Geralt ancora per qualche tempo, sino a quando la Loggia delle Maghe non convoca le prime due per fare in modo che la ragazza entri a far parte del loro circolo. Geralt nel frattempo recupera Ranuncolo e si reca a Rivia, dove ha appuntamento con Yennefer e Ciri. Quando le due arrivano, però, trovano Geralt morente a seguito di violenti disordini scoppiati in città. Yennefer cerca di curarlo in ogni modo, inutilmente, e quando sviene esanime vengono entrambi portati via da Ciri.

## Storie parallele
Oltre ai 14 racconti presenti in Il guardiano degli innocenti e La spada del destino, esistono anche due ulteriori storie brevi di Sapkowski che fanno riferimento al mondo di Geralt: Droga, z której się nie wraca (lett. La strada del non ritorno) e Coś się kończy, coś się zaczyna (lett. Qualcosa finisce, qualcosa comincia), rispettivamente pubblicate per la prima volta nel 1988 e nel 1992. Mentre la seconda è stata inserita nella raccolta Wiedźmin (dalla quale sono stati estratti tutti i racconti meno Coś się kończy, coś się zaczyna per essere ripubblicati in Il guardiano degli innocenti), la prima è stata ripresentata solo nell'antologia generale dell'autore del 2000, intitolata proprio Coś się kończy, coś się zaczyna, nella quale sono presenti entrambi i racconti con altre 8 storie non incentrate sulla saga di Geralt. Questo perché non ritenuta canonica dall'autore stesso: se Droga, z której się nie wraca narra del primo incontro dei genitori di Geralt, Coś się kończy, coś się zaczyna tratta invece di un racconto parodistico sulla saga (anche se ancora non era stata scritta dall'autore) nel quale lo strigo e Yennefer si sposano. Riguardo al racconto, Andrzej Sapkowski ha scritto: 

## Personaggi

Geralt di Rivia come appare nel videogioco The Witcher 3: Wild Hunt

Protagonista della saga è lo strigo Geralt di Rivia, cui attorno ruotano altri personaggi più o meno importanti ai fini della trama principale. Tra i più rilevanti vi sono la maga Yennefer di Vengerberg, coinvolta in una tormentata storia di amore con Geralt, il bardo Ranuncolo, fedele amico e spesso compagno di viaggio di Geralt, e Cirilla, bambina dai poteri prodigiosi il cui destino è inevitabilmente legato a quello del protagonista.
A essi si aggiungono la compagnia di Geralt formata da Milva, Regis, Cahir e Angoulême e gli antagonisti Vilgefortz e Emhyr var Emreis.

## Opere
|    | Titolo originale    | Titolo italiano              | 1ª edizione originale | 1ª edizione in lingua italiana | Serie                      |
| -- | ------------------- | ---------------------------- | --------------------- | ------------------------------ | -------------------------- |
| 0. | Wiedźmin (obsoleto) | /                            | 1990                  | /                              |                            |
| 1. | Ostatnie życzenie   | Il guardiano degli innocenti | 1993                  | 2010                           | Raccolte di racconti brevi |
| 2. | Miecz przeznaczenia | La spada del destino         | 1992                  | 2011                           | Raccolte di racconti brevi |
| 3. | Krew elfów          | Il sangue degli elfi         | 1994                  | 2012                           | Saga di Geralt di Rivia    |
| 4. | Czas pogardy        | Il tempo della guerra        | 1995                  | 2013                           | Saga di Geralt di Rivia    |
| 5. | Chrzest ognia       | Il battesimo del fuoco       | 1996                  | 2014                           | Saga di Geralt di Rivia    |
| 6. | Wieża Jaskółki      | La Torre della Rondine       | 1997                  | 2015                           | Saga di Geralt di Rivia    |
| 7. | Pani Jeziora        | La Signora del Lago          | 1999                  | 2015                           | Saga di Geralt di Rivia    |
| 8. | Sezon burz          | La stagione delle tempeste   | 2013                  | 2016                           | Racconti standalone        |
| 9. | Rozdroże kruków     | Il crocevia dei corvi        | 2024                  | 2025                           | Racconti standalone        |

Il guardiano degli innocenti contiene quattro storie dell'ormai obsoleto Wiedźmin, mentre le altre sono state scritte per rendere il libro omogeneo e coerente con la continuità della saga. Si pone quindi, sia in ordine di lettura che in ordine cronologico, prima de La spada del destino, anche se uscito originariamente nel 1992. La Casa Editrice Nord, così come altri editori stranieri, ha seguito così un ordine di pubblicazione corretto per non generare confusione nei lettori meno attenti.

## Altri media

### Videogiochi
A partire dal 2007, la software house polacca CD Projekt RED ha realizzato una serie di videogiochi basati sull'universo di Sapkowski: The Witcher (2007), The Witcher 2: Assassins of Kings (2011), The Witcher 3: Wild Hunt (2015). Le vicende di questi tre videogiochi si svolgono qualche anno dopo gli avvenimenti del romanzo La Signora del Lago, ma non coinvolgono in alcun modo la partecipazione dell'autore dell'originale saga letteraria, Andrzej Sapkowski.
Parlando della serie videoludica, Sapkowski ha dichiarato:
I diritti per la serie videoludica sono stati venduti in forma unica da Sapkowski allo studio di sviluppo videoludico CD Projekt negli anni 2000, per una somma di 9.500 dollari. La serie videoludica ha poi conosciuto un grande successo di critica e vendite, con un seguito di fan molto agguerrito. Nonostante la vendita integrale dei diritti per la serie di videogiochi e l'assenza di royalties – l'equivalente di una ripartizione dei guadagni nel corso degli anni – Sapkowski ha preteso, nel 2018, un pagamento pari a 16 milioni di dollari. Benché non legalmente vincolati, CD Projekt è attualmente vicina a raggiungere un accordo di versamento, seppur inferiore a quanto richiesto, basato sul mero riconoscimento del merito letterario dell'autore.
Durante l'ultimo comunicato finanziario 14 aprile '22, CD Projekt RED ha dichiarato che l'intera serie ha venduto oltre 65 milioni di copie nel mondo.

#### The Witcher
La serie videoludica è una continuazione non canonica degli avvenimenti finali dell'ultimo libro della saga, dove Geralt viene ucciso con un forcone da un comune giovane contadino durante un pogrom di non-umani. L'inizio del gioco vede il ritrovamento dell'eroe nella valle di Kaer Morhen, privo di memoria, cinque anni dopo la fine delle Guerre Settentrionali. Egli viene portato al sicuro nella fortezza dagli altri strighi, i quali lo curano e gli insegnano nuovamente le basi delle arti da loro tramandate.
Nel corso della storia Geralt troverà nuovi e vecchi amici, attraverso i quali ricostruire il suo passato. Nel frattempo dovrà combattere la misteriosa banda di Salamandra, i quali hanno rubato le antiche formule delle pozioni mutagene degli strighi.

#### The Witcher 2: Assassins of Kings
Il secondo capitolo della saga di The Witcher comincia pochi mesi dopo la fine del primo episodio. Geralt, durante questo capitolo, viene coinvolto negli scandali degli assassini che stanno sconvolgendo la successione al trono e la politica dei Regni Settentrionali. Inizialmente incolpato dell'omicidio del re per cui lavorava, lo strigo, assieme ai suoi compagni, dovrà ripulire la sua reputazione e scoprire il responsabile dell'assassinio.
Durante le avventure e le missioni affrontate dallo strigo, quest'ultimo finalmente recupererà parte dei suoi ricordi, ritrovando così elementi del suo passato e il destino della sua amata Yennefer e della figlia adottiva Ciri.

#### The Witcher 3: Wild Hunt
Nel terzo e ultimo episodio della serie videoludica Geralt deve rintracciare la figlia adottiva Ciri, braccata dalla temibile Caccia Selvaggia. Nella parte iniziale di questo gioco, durante una conversazione con Vesemir, l'anziano strigo, viene citata l'età di Geralt, che si approssima ormai intorno al secolo. Nel gioco fa la sua prima apparizione nei videogiochi di The Witcher, oltre a Cirilla, la maga Yennefer, mentre vengono confermati personaggi di primaria importanza come Triss, Zoltan e Dandelion.

#### Gwent: The Witcher Card Game
Geralt compare nel gioco di carte gratuito stand-alone, in parte già presente in The Witcher 3, della CD Projekt RED.
In questo gioco è presente in 5 carte più 1 (la carta Dandelion: Vainglory che gli dà un bonus +3). (PC, Playstation 4, Xbox One)

#### The Witcher Adventure Game
Adattamento digitale del gioco da tavolo con pedine e dadi di Fantasy Flight Games, sono presenti oltre 288 carte e 30 mostri. Sviluppato da Can Explode & CD Projekt RED. Pubblicato il 27 November 2014, su Steam, GOG.com e dispositivi Apple

#### The Witcher: Monster Slayer
È un videogioco di genere Action RPG con meccaniche commerciali free-to-play per dispositivi mobile, fa uso della realtà aumentata. In sviluppo da Spokko in collaborazione con CD Projekt RED, l'uscita è stata annunciata per il 21 luglio 2021.

#### Soulcalibur VI
In Soulcalibur VI, picchiaduro a incontri della Bandai Namco Entertainment, Geralt di Rivia è un personaggio giocabile proveniente da un altro "universo". Geralt appare anche in copertina del gioco venduto su disco, a destra di Mitsurugi Heishirō.
CD Projekt RED ha dichiarato di non ricevere alcun compenso monetario per l'inserimento di Geralt in Soulcalibur VI.

#### Monster Hunter: World
Capcom programma un evento crossover per il 2019 tra il suo gioco e The Witcher 3 dove si potrà giocare con Geralt e cacciare qualche demone della stessa serie. PC, Playstation 4, Xbox One.

#### Fortnite: Battle Royale
Nel 2023, come skin segreta del Pass Battaglia della Stagione 1 Capitolo 4 di Fortnite Battle Royale, Geralt di Rivia è stato aggiunto nel gioco con un suo esclusivo set. Nello shop, è stato possibile acquistare anche le skin di Yennefer e di Ciri.

#### Videogiochi futuri
Il 21 marzo 2022 il CTO di CD Projekt RED Paweł Zawodny annuncia che una nuova saga di The Witcher è in sviluppo mostrando un nuovo medaglione che suggerisce anche un cambio del protagonista, questi nuovi videogiochi verranno sviluppati in collaborazione con Epic Games con i loro motori grafici RED2.0 e Unreal Engine 5.
Il 26 ottobre '22, CD Projekt RED annuncia il remake del primo Witcher (2007) a cura degli sviluppatori Fool’s Theory e che verrà impiegato il motore grafico Unreal Engine 5, la data di pubblicazione non è stata annunciata.
The Witcher χ LOST ARK, crossover annunciato da CD Projekt RED e pianificato per la primavera 2023.
Il 13 dicembre 2024, durante la cerimonia dei The Game Awards, viene annunciato il primo trailer cinematografico di The Witcher IV.

### Fumetti
Dal 1993 al 1995 viene pubblicata sulla rivista di fumetti polacca Komiks una serie di 6 storie a fumetti ispirate alle storie di Sapkowski.
Nel 2013 viene annunciata una serie di volumi a fumetti da parte della casa editrice statunitense Dark Horse Comics, incentrati però sulla serie di videogiochi di The Witcher, invece che sulle vicende della serie letteraria.
The Witcher: Fading Memories è una mini serie di fumetti disegnata da Amad Mir e pubblicata da Dark Horse Comics, uscita prevista a fine luglio 2020.
The Witcher Omnibus (440 pagine) è una raccolta di tre fumetti: House of Glass; Fox Children; Churse of Crowns, più la storia breve Killing Monsters, pubblicata da Dark Horse Comics il 29 marzo 2019.

### Film e serie TV
Nel 2002 viene trasmessa sul canale polacco Telewizja Polska una serie televisiva ideata da Michał Szczerbic, dal titolo Wiedźmin. La prima e unica stagione è basata sui primi due libri della saga di Sapkowski (La spada del destino e Il guardiano degli innocenti).
Un film, omonimo e collegato alla serie, è stato pubblicato l'anno precedente. Sia il film che la serie televisiva sono stati diretti dal regista Marek Brodzki.

#### Netflix
La serie TV The Witcher viene annunciata nel maggio 2017 dalla casa di produzione polacca Platige Image. Realizzata in esclusiva per Netflix, è un live action in lingua inglese tratto dalla serie di libri e con la supervisione dell'autore Andrzej Sapkowski, direttamente coinvolto nel processo. L'uscita della prima stagione, composta da 8 episodi, avviene nel dicembre 2019 con protagonista Henry Cavill nel ruolo di Geralt. Grazie al successo di pubblico riscontrato dalla serie viene confermato il rinnovo della serie, per un totale di cinque stagioni; dalla quarta stagione in poi, Cavill viene sostituito da Liam Hemsworth.
The Witcher: Blood Origin è un'altra mini serie TV prequel di 4 episodi, sempre realizzata con Andrzej Sapkowski come consulente creativo, ambientata 1200 anni prima della serie TV principale.

##### Film d'animazione
The Witcher: Nightmare of the Wolf è un film d'animazione, sceneggiato da Lauren S. Hissrich e Beah DeMayo e realizzato da Studio Mir: la storia descrive Vesemir nel suo primo viaggio come witcher. L'opera viene descritta dagli autori come un prequel della serie Netflix, e ha avuto la sua prima messa in onda il 23 agosto 2021.
Un secondo film d'animazione, The Witcher: Le sirene degli abissi, è uscito l'11 febbraio 2025. Il film è un adattamento del racconto "Un piccolo sacrificio".